# 恰卡尼
恰卡尼，是匈牙利绍莫吉州所辖的一个村。总面积16.09平方公里，总人口298，人口密度18.5人/平方公里（2011年1月1日）。